# Don Bosco (Buenos Aires)
Pour les articles homonymes, voir Don Bosco (homonymie).
Don Bosco est une localité argentine située dans le partido de Quilmes, dans la banlieue sud de Buenos Aires.

## Démographie
En 2001, sa population était de 20 876 habitants.

## Religion
| Diocèse  | Quilmes                                        |
| -------- | ---------------------------------------------- |
| Paroisse | San Juan Bosco, Nuestra Señora de la Esperanza |